# Pier Celestino Gilardi
 (20 février 2017).
Pour les articles homonymes, voir Gilardi.
Pier Celestino Gilardi, né le 16 septembre 1837 et mort le 4 octobre 1905, est un peintre et un sculpteur italien.

## Biographie
Né à Campertogno, il est le fils d'un sculpteur, il étudie à l'École Technique de la sculpture à Varallo et puis, grâce à une bourse du Collegio Caccia de Novara, il s'inscrit à l'Accademia Albertina de Turin, étudiant la peinture sous Andrea Gastaldi. Il a tenu ses premières expositions en 1862.
Entre 1873 et 1884 il est l'assistant de Gastaldi à l'Accademia Albertina, et en 1884 est promu au poste de professeur de dessin. En 1889, il succède à Gastaldi en tant que professeur de peinture.
Il a obtenu une grande popularité en raison de la peinture Hodie mihi cras tibi (1884), maintenant dans la Galerie d'Art Moderne de Turin,.
Parmi ses élèves, figurent Giovanni Guarlotti et Giovanni Rava